# Sarm West Studios
A SARM stúdió (korábban SARM West stúdió) a londoni Notting Hillben található zenei stúdió. Chris Blackwell, az Island Records alapítója hozta létre egy egykori templomhelyiségből. Eredetileg Basing Street stúdiónak hívták, régebben Island stúdiónak is nevezték.
Az Island Records számos előadója dolgozott itt, például az Iron Maiden, Bob Marley, Steve Winwood, a Free, a Bad Company, Robert Palmer, Jimmy Cliff, Nick Drake, a King Crimson, a Mott the Hoople, a Roxy Music, a Sparks, a Jethro Tull, és a Lighthouse Family. A kiadó művészein kívül használta például a Led Zeppelin, az Eagles, a Dire Straits, a Rolling Stones, a Clash, vagy a Genesis. A Queen együttes részben itt vette fel az 1977-es News of the World című albumát, valamint az 1977-es „We Are the Champions” című slágerét. Bob Marley egy évig a stúdió apartmanjában lakott.
1984 novemberében a SARM West 1-es stúdió volt a helyszíne a „Do They Know It’s Chrismas?” kislemez felvételeinek, ebből a kezdeményezésből született később a Live Aid koncert.
A stúdió jelenleg Trevor Horn és Jill Sinclair tulajdonában van.

## Külső hivatkozások
- Weboldal Archiválva 2015. szeptember 28-i dátummal a Wayback Machine-ben